# Johannes Merkel (Textilfabrikant)
Johannes Merkel (* 19. April 1798 in Ravensburg; † 18. Mai 1879 in Esslingen) war ein deutscher Textilfabrikant.

## Leben und Beruf
Johannes Merkel stammte aus einer alten Ravensburger Kaufmannsfamilie. Bereits im Alter von einem Jahr verlor er seinen Vater, bestimmend für seine Ausbildung waren deshalb sein Stiefvater Schöllkopf und dessen Bruder C. G. Schöllkopf in Esslingen am Neckar. Merkel besuchte die Elementarschule und die Realschule in Ravensburg und Esslingen. Danach absolvierte er ab 1811 eine Ausbildung zum Kaufmann. Zuerst bei seinem Onkel in Esslingen am Neckar, dann in der Türkischgarnfärberei und Zichorienfabrik von Mylius und Co. in Stuttgart. An der letzten Station seiner Ausbildung, bei Samuel G. Liesching in Stuttgart, war er auch vier Jahre als Commis tätig. 1817 kehrte er nach Ravensburg zurück und arbeitete zwölf Jahre lang im Ladengeschäft seines Stiefvaters.

## Textilfabrikant
1830 übernahm Merkel zusammen mit dem Tuchmacher Conrad Wolf und mit Ludwig Kienlin, Kaufmann und bis 1844 stiller Teilhaber, unter dem Namen Merkel und Wolf in Esslingen eine Weberei und Spinnerei. Die Manufaktur war 1823 unter der Firma Keßler, Hübler & Cie. im Auftrag und mit dem Kapital der Banque Veuve Clicquot aus Reims (Frankreich) von dem aus Ludwigsburg stammenden Kaufmann Christian Ludwig Hübler und dem Heilbronner Ökonomen Heinrich Kessler, der als Schriftsteller, württembergischer Landtagsabgeordneter und ehemaliger Mitarbeiter von Friedrich List über die Landesgrenzen hinaus bekannt war, gegründet worden. Kessler war der ältere Bruder des seit 1807 in Reims (Champagne) lebenden Georg Christian (von) Kessler (1787–1842), und auch Hübler, seit 1819 verheiratet mit der Schwester der beiden, Johanna Friederike Kessler, gehörte zur Familie. „Georges“ Kessler leitete als Teilhaber des Reimser Champagnerhauses seit 1821 auch die Bank und hatte mit deren Finanzmitteln bereits zwei Textilfabriken in Frankreich aufgebaut. Um den Betrieb der Manufaktur, die mit modernsten französischen Maschinen ausgestattet und deshalb stark verschuldet war, aufrechterhalten zu können, verkaufte Kessler am 24. Mai 1826 seine Anteile an den Reimser Unternehmungen und übernahm die Esslinger Textilfabrik als Alleinbesitzer, veröffentlichte jedoch in der Beilage des Schwäbischen Merkur vom 13. Juli 1826 ein Angebot für „Aktien-Liebhaber“, sich am Grundkapital der Manufakturgesellschaft zu beteiligen. Am 1. Juli 1826 gründete er die Schaumweinkellerei G. C. Kessler & Cie und verpachtete deshalb Teile der Textilfabrik an seinen Betriebsleiter Conrad Wolf, der sich nach dem Einstieg von Johannes Merkel und Ludwig Kienlin zu einem der größten Gewerbebetriebe Württembergs entwickelte.
Im Mai 1826 besuchte der württembergische König Wilhelm I.  diese damals modernste Manufaktur für maschinengesponnene Kamm- und Streichgarne und stellte dabei wohlwollend „das kräftige Bestreben zur Vervollkommnung und zur Belebung dieses Zweiges des vaterländischen Gewerbefleißes“ fest.
In gemieteten Räumen wurden anfangs Tuche, Decken, Wollstoffe und Strickgarn produziert. Merkel war die treibende Kraft im Unternehmen. Als man sich mit dem Eintritt Württembergs in den Deutschen Zollverein der übermächtigen Konkurrenz aus Preußen und Sachsen ausgesetzt sah, änderte er die Unternehmensstrategie und gab die unrentable Weberei auf. Er konzentrierte die Firma ganz auf die Produktion von Strick- und Kammgarn. Mit diesem Produkt, das unter dem Namen Esslinger Wolle weltbekannt wurde, begann der Aufstieg des Unternehmens.
Merkel handelte stets nach dem Motto, Gewinne wieder in die Firma zu investieren, zum Beispiel in neue Technologien. So konnte er 1842 eine Dampfmaschine in Betrieb nehmen, die zweite Dampfmaschine in Württemberg überhaupt. 1856 führte er eine Gasbeleuchtung in der Fabrik ein. 1869 zog er sich aus der Firma zurück und übertrug die Leitung seinem Sohn Oskar Merkel. Unter den Nachkommen von Merkel und Ludwig Kienlin erlangte das seit 1890 als Kammgarnspinnerei Merkel und Kienlin firmierende Unternehmen eine führende Stellung in Deutschland. Im Zusammenhang mit dem Niedergang der Textilindustrie in Deutschland war auch das Ende dieser Firma gekommen. 1973 wurde sie in der vierten Unternehmergeneration liquidiert. Die Markenrechte wurden bereits 1971 von der Schoeller Eitorf AG übernommen.

## Familie

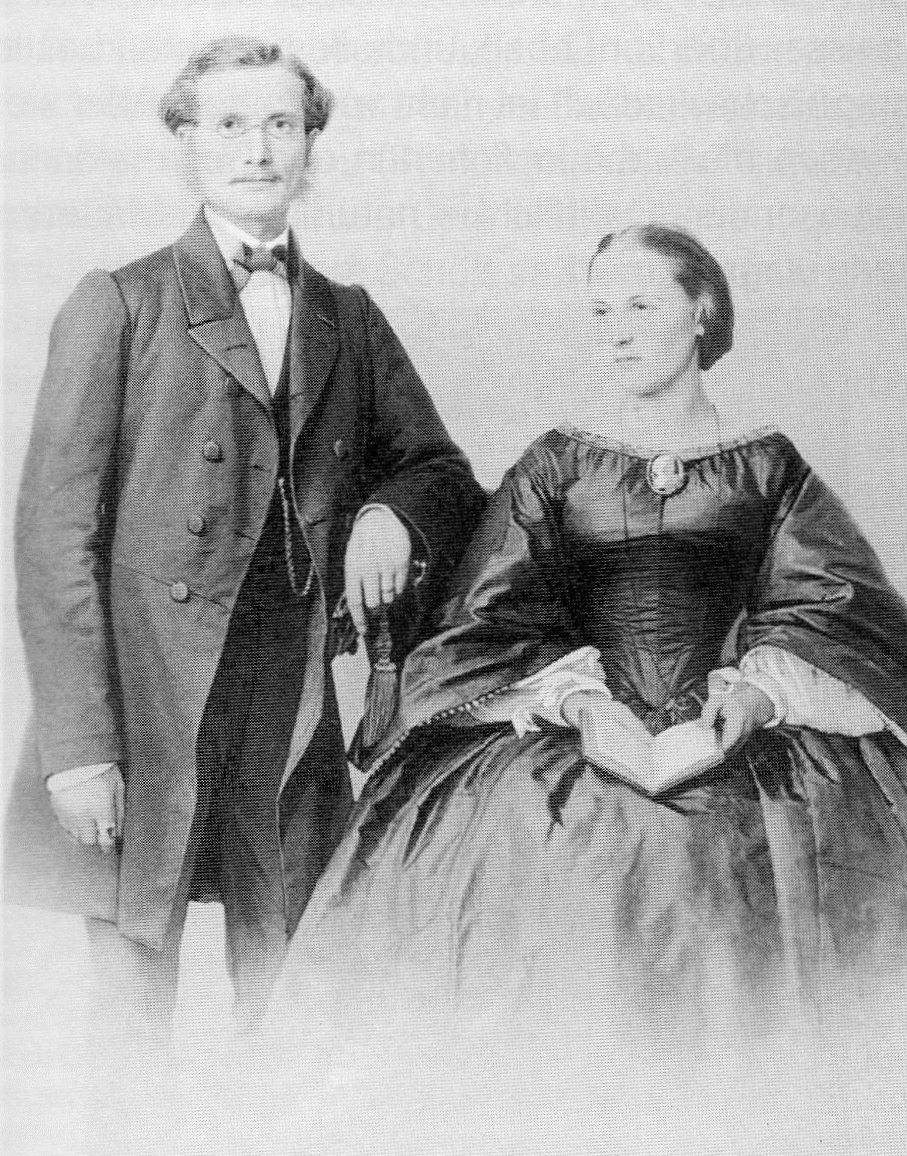
Oskar und Julie Merkel

Johannes Merkel war der Sohn des Kaufmanns Christoph Clemens Merkel (1762–1799) und der Regina Barbara Merkel geb. Merk (1765–1825). Nach dem Tod seines Vaters heiratete seine Mutter 1800 in zweiter Ehe den Kaufmann Christian Friedrich Schöllkopf. Johannes Merkel heiratete 1834 in Stuttgart Louise Schott. Das Ehepaar hatte zwei Söhne und fünf Töchter. Einer der Söhne war Oskar Merkel (1836–1912), der nach seinem Vater 1869 die Firma übernahm und leitete. Oskar Merkels Sohn Eugen Merkel (1862–1929) übernahm 1912 die Firma in der dritten Generation.

## Ehrung
Johannes Merkel wurde 1856 mit dem Ritterkreuz des Friedrichsordens geehrt.